# Springdale (New Jersey)
 (août 2025).
Springdale est une census-designated place située dans le comté de Camden, dans l’État du New Jersey, aux États-Unis. Lors du recensement de 2020, elle compte 14 811 habitants.